# Sikorski-ház
A Sikorski-ház Pécs városában a Zsolnay-gyár területén Zsolnay Júlia és férje, Sikorski Tádé lakhelyéül szolgáló épület. Az 1887-ben szecessziós stílusban épült villa egy felső szinttel bővült a család beköltözése után. A korábban műteremként használt szinten ma konferenciaterem van. A villa belső kialakítása nem változott a felújítások során, hiszen műemléképületről van szó. A ház a hatvanas évektől óvodaként működött, később pedig a gyár termékfejlesztésért felelős divíziója költözött be.
Jelenleg a Zsolnay Kulturális Negyed részeként a Gyugyi-gyűjteménynek ad otthont.